# Chiesa di San Benedetto alla Civita
La chiesa di San Benedetto alla Civita è una delle chiese rupestri che sorgono a Matera.

## Descrizione
La chiesa ha subito diversi danneggiamenti causati da calamità naturali e lavori stradali. La piccola cripta, tuttavia, conserva ancora resti di affreschi risalenti al XII-XIII secolo.